# ميناء جرجيس
ميناء جرجيس هو ميناء تجاري حكومي يقع في مدينة جرجيس التونسية. أسس سنة 1988. وهو مينـاء متخصص في تصدير المحروقات، تم تطوير الميناء ليصبح قادر علي استقبال بواخر المسافرين بعد طلب من أهالي الجنوب منذ سنة 2012 
تنطلق أول رحلة بحرية للمسافرين من مدينة مرسيليا الفرنسية في اتجاه ميناء جرجيس يوم 4 جويلية 2017، وذلك بعد أن تمت تهيئته ليكون جاهزا لاستقبال بواخر المسافرين، حطت البارحة باخرة قرطاج بالمحطة البحرية بجرجيس لتسجل كأول رحلة بحرية لمهاجري ولايات الجنوب الشرقي انطلاقا من ميناء مرسيليا الفرنسي حاملة على متنها أكثر من الفي راكب و 600 سيارة.
وبالمناسبة وصل رئيس الحكومة السيد يوسف الشاهد في زيارة إلى ميناء جرجيس التجاري لاستقبال الرحلة وتدشين هذا الخط البحري الجديد المباشر من مدينة مرسيليا الفرنسية نحو ميناء جرجيس هذا الإنجاز سيعزز من خلال تأمين رحلة عودة للجالية التونسية من جرجيس لميناء مرسيليا خلال شهر أوت المقبل فيما سيتم بداية من السنة القادمة تأمين رحلة كل 15 يوم إلى ميناء جرجيس خلال فترة الذروة.

## وصلات خارجية
- ديوان البحرية التجارية والمواني
- دليل ديوان البحرية التجارية والموانئ على موقع اتحاد الموانئ البحرية العربية